# San Carlos de Bolívar
San Carlos de Bolívar, o simplemente conocida como Bolívar, es una ciudad argentina ubicada en el centro-noroeste del interior de la Provincia de Buenos Aires. Es cabecera del partido de Bolívar.

## Historia
El proyecto de habitar la pampa inhóspita se fue haciendo realidad a partir de la fundación de 9 de Julio, 25 de Mayo, General Alvear, Tapalqué y Olavarría. El fortín San Carlos se encontraba en una posición estratégica, que equidistaba de todos los puntos nombrados y era el lugar de paso obligado en un viaje a Salinas Grandes o si se iba aún más al sur.
En la decisión de fundar un pueblo en las inmediaciones de San Carlos mucho tuvo que ver Adolfo Alsina al asumir en 1874 a la Cartera de Guerra y Marina del gobierno de Avellaneda. Alsina, en una carta que le envió al entonces gobernador bonaerense Carlos Casares, le indicó que debido a “la circunstancia de hallarse San Carlos y Lavalle sobre caminos a tener, con el tiempo, una gran importancia presente, dan como muy fundada la esperanza de que en breve serán cabezas de partidos ricos y florecientes”.
El 27 de agosto de 1877, el gobernador bonaerense elevó al Poder Legislativo un proyecto de ley disponiendo la creación de un nuevo partido bajo la denominación de Bolívar y de su cabecera que se llamaría San Carlos, en el lugar que ocupaba el fuerte del mismo nombre.
El proyecto fue aprobado en ambas cámaras, y finalmente el 26 de octubre de 1877 la Ley fue promulgada por el gobernador Carlos Casares.
El decreto reglamentario estipulaba en sus distintos puntos que el agrimensor Rafael Hernández tendría a su cargo la ubicación del pueblo, su delineación y el amojonamiento de manzanas, chacras y solares. También determinaba el nombramiento de una comisión integrada por Martín Berraondo, Miguel Villaraza y Marcelino Davel, para que asociados al juez de Paz Victorio Abrego, a quien se da comisión al efecto, intervenga en cuanto fuere necesario para dar entero cumplimiento a la citada Ley y al decreto correspondiente.
El 30 de enero de 1878 partió desde 25 de mayo la caravana fundadora. Junto a la comisión mencionada y al agrimensor Rafael Hernández, integraban la caravana tres ayudantes del profesional, veinte soldados a cargo del comisario Pedro Duval y algunos vecinos que se transformarían en los primeros pobladores.
El 3 de febrero acamparon en la laguna de Pichicarhue, cercana al fortín San Carlos. Desde el primer momento Hernández comenzó con el relevamiento del terreno a efectos de determinar la ubicación del pueblo.
Debido a que se descubrió que las tierras en que estaba emplazado el fortín y las que lo rodeaban eran de propiedad privada, el agrimensor debió dirigirse a Buenos Aires, solicitando nuevas instrucciones. Estas indicaron que, ante la dificultad surgida, se efectuara la ubicación del pueblo en terrenos fiscales, aunque estuvieran situados a mayor distancia del fortín.
A partir de haber encontrado los mojones que marcaban las propiedades privadas, Hernández se dedicó a explorar los campos fiscales que se extendían al sur de la delimitación. La búsqueda y el análisis del terreno continuaron hasta el 2 de marzo, cuando se determinó el punto exacto alrededor del cual se construiría los que hoy es la ciudad.
La lluvia impidió el comienzo de los trabajos hasta el 8 de marzo, día en el que se trazaron las líneas necesarias, a partir de las cuales se realizó el trazado definitivo.

## Eventos destacados

### SigloXIX
El general Rivas venció al cacique Calfucurá en la batalla de San Carlos.
El 5 de diciembre de 1890 se funda en la localidad la logia masónica "La Fraternité N° 101" dependiente de la Gran Logia Argentina. 

### Inundación de 1985
El Ing. Alfredo Carretero fue elegido intendente de San Carlos de Bolívar en 1983, representando al partido UCR, marcando su comienzo en el mandato como la vuelta a la democracia de la República Argentina. 
En noviembre de 1985 surgió una catástrofe hídrica histórica de la provincia de Buenos Aires. Una inundación, recurrente de todos los finales de siglo, sacudió a las ciudades de Epecuén, Guaminí y Carhué. La ciudad de Bolívar se veía amenazada por esta inundación debido a estar en una pendiente, ya que el agua se estancaría en el casco urbano. El intendente Carretero tomó una drástica decisión que fue ampliamente criticada por la oposición y el pueblo en general; detonar y abrir brechas en la famosa RN 226. Con varios instrumentos explosivos, se llevó a cabo una destrucción de dos sectores de la ruta. Esto lograba que el agua de la inundación -que se acercaba a la ciudad- pasaba por debajo del terraplén y terminaba su curso en los campos lindantes de Bolívar. 
Lamentablemente, este proceso dejó una fatalidad; el jefe de compras de la municipalidad Juan Carlos Bellomo falleció bajo una de las lanchas que intentaba supervisar las explosiones (las cuales habían sido satisfactorias). Este hombre fue un héroe para la ciudad, aunque poco reconocido para el resto de la provincia.
Luego del hecho, la policía federal quiso encarcelar al intendente Carretero por dinamitar una ruta nacional, luego de que su petición fuese rechazada. Pero el pueblo bolivarense se hizo escuchar y el ingeniero, terminó libre por haber salvado de la inundación a la ciudad.

### Deportes
El club deportivo más importante de la ciudad es el Club Ciudad de Bolívar, club que ha sido campeón de la Liga de Voleibol Argentina (la máxima competición profesional argentina) en más oportunidades (8). Desde su fundación, el voleibol se convirtió en el deporte más popular de la ciudad.
A finales del año 2019 el equipo Club Ciudad de Bolívar, debuta en el fútbol, jugando en el Torneo Regional Federal Amateur, cuarta categoría para los equipos no afiliados a la AFA. El día 28 de febrero de 2021, el equipo asciende al Federal A, luego de ganarle 3 a 0 a Independiente de Neuquén, en Carmen de Patagones
Desde 1998 se realiza en Bolívar el maratón de atletismo Dino Hugo Tinelli, que convoca a más de tres mil participantes cada año.
En el año 2012 el Rally Dakar paso por Bolívar. 
En el año 1931, la Liga Deportiva de Bolívar se corona Campeón Argentino de Fútbol en el Campeonato Argentino Copa Adolfo Beccar Varela, triunfando en la final, llevada a cabo en un solo partido en la vieja cancha de Almagro de Buenos Aires, frente a la Liga Sanjuanina de Fútbol, ganando el encuentro por 1 - 0. El gol bolivarense fue logrado por Ramón. También ha logrado títulos argentinos, internacionales y provinciales en numerosa oportunidades y en diversas disciplinas. 
Podemos mencionar a Miguel A. Borrelli, campeón Mundial de Casín (variante de billar) en 1983; Domingo Olite, Campeón Mundial de Pelota a Paleta en Francia; Celestino Sarraúa, Campeón Sudamericano en péntatlon; representantes olímpicos como Juan "Negro" Niell en ciclismo en las Olimpíadas de Roma, 1960; Carlos de la Serna en equitación en Melbourne. 
Varios títulos argentinos en casín en distintas categorías; campeón en la categoría "D" de la AFA (Asociación del Fútbol Argentino) con Barracas Bolívar; Norberto Miguel Santos, Campeón Argentino en ciclismo; Jorge Martínez Boero, Campeón Argentino de TC (Turismo Carretera); Campeón Provincial en Gimnasia Deportiva con Ateneo; Campeón Argentino de volovelismo a R. Fittipaldi y en otra oportunidad Marcelo Lanzzineti, Campeón Provincial de Pelota a Paleta; y el Sr. Curto, Campeón Provincial de Fútbol Infantil el equipo del Colegio Cervantes.

## Accesos
Se encuentra a 320 km de la ciudad de Buenos Aires a través de la Ruta Nacional 205.
La Ruta Nacional 226 la comunica con otras ciudades importantes de la Provincia de Buenos Aires, como Pehuajó, general Villegas, Tandil, Olavarría y Mar del Plata.
La Ruta Provincial 65 la comunica hacia el oeste con Daireaux y Guaminí, empalmando con la Ruta Nacional 33 hacia Bahía Blanca. La misma RP 65 hacia el norte transcurre hacia las localidades de Nueve de Julio, Los Toldos y Junín.
Cuenta con la Estación Bolívar del Ferrocarril Roca la cual, desde diciembre de 2012 no opera servicios de pasajeros.

## Población
Cuenta con 38,119 habitantes (Indec, 2022), lo que representa un incremento del 31.2% frente a los 26,242 habitantes (Indec, 2010) del censo anterior.
| Gráfica de evolución demográfica de San Carlos de Bolívar entre 1895 y 2022 |
|                                                                             |
| Fuentes: INDEC                                                              |

## Educación
Bolívar posee una Agencia de Extensión Rural del INTA, dependiente de la EEA Pergamino, a 178 km de esa ciudad. La escuela agrotécnica Tomás Aurelio Amadeo, fundada el 6 de junio de 1948, está ubicada a 7 km de la ciudad.

## Clima
| Parámetros climáticos promedio de San Carlos de Bolívar, 1991-2020 | Parámetros climáticos promedio de San Carlos de Bolívar, 1991-2020 | Parámetros climáticos promedio de San Carlos de Bolívar, 1991-2020 | Parámetros climáticos promedio de San Carlos de Bolívar, 1991-2020 | Parámetros climáticos promedio de San Carlos de Bolívar, 1991-2020 | Parámetros climáticos promedio de San Carlos de Bolívar, 1991-2020 | Parámetros climáticos promedio de San Carlos de Bolívar, 1991-2020 | Parámetros climáticos promedio de San Carlos de Bolívar, 1991-2020 | Parámetros climáticos promedio de San Carlos de Bolívar, 1991-2020 | Parámetros climáticos promedio de San Carlos de Bolívar, 1991-2020 | Parámetros climáticos promedio de San Carlos de Bolívar, 1991-2020 | Parámetros climáticos promedio de San Carlos de Bolívar, 1991-2020 | Parámetros climáticos promedio de San Carlos de Bolívar, 1991-2020 | Parámetros climáticos promedio de San Carlos de Bolívar, 1991-2020 |
| Mes                                                                | Ene.                                                               | Feb.                                                               | Mar.                                                               | Abr.                                                               | May.                                                               | Jun.                                                               | Jul.                                                               | Ago.                                                               | Sep.                                                               | Oct.                                                               | Nov.                                                               | Dic.                                                               | Anual                                                              |
| ------------------------------------------------------------------ | ------------------------------------------------------------------ | ------------------------------------------------------------------ | ------------------------------------------------------------------ | ------------------------------------------------------------------ | ------------------------------------------------------------------ | ------------------------------------------------------------------ | ------------------------------------------------------------------ | ------------------------------------------------------------------ | ------------------------------------------------------------------ | ------------------------------------------------------------------ | ------------------------------------------------------------------ | ------------------------------------------------------------------ | ------------------------------------------------------------------ |
| Temp. máx. abs. (°C)                                               | 41.2                                                               | 37.4                                                               | 37.0                                                               | 33.8                                                               | 30.5                                                               | 23.9                                                               | 27.0                                                               | 35.4                                                               | 32.1                                                               | 38.5                                                               | 36.5                                                               | 40.2                                                               | 41.2                                                               |
| Temp. máx. media (°C)                                              | 29.6                                                               | 28.3                                                               | 26.1                                                               | 22.0                                                               | 17.8                                                               | 14.6                                                               | 13.8                                                               | 16.6                                                               | 18.8                                                               | 21.7                                                               | 25.3                                                               | 28.6                                                               | 21.9                                                               |
| Temp. media (°C)                                                   | 22.3                                                               | 21.0                                                               | 18.8                                                               | 14.8                                                               | 11.4                                                               | 8.3                                                                | 7.3                                                                | 9.4                                                                | 11.8                                                               | 15.2                                                               | 18.4                                                               | 21.2                                                               | 15.0                                                               |
| Temp. mín. media (°C)                                              | 15.0                                                               | 14.1                                                               | 12.3                                                               | 9.2                                                                | 6.2                                                                | 3.1                                                                | 2.0                                                                | 3.6                                                                | 5.6                                                                | 8.9                                                                | 11.4                                                               | 13.7                                                               | 8.8                                                                |
| Temp. mín. abs. (°C)                                               | 3.9                                                                | 2.9                                                                | 0.3                                                                | -3.5                                                               | -6.2                                                               | -7.8                                                               | -9.1                                                               | -8.7                                                               | -6.2                                                               | -3.0                                                               | -0.8                                                               | 2.6                                                                | -9.1                                                               |
| Precipitación total (mm)                                           | 113.8                                                              | 106.0                                                              | 133.0                                                              | 106.7                                                              | 58.7                                                               | 37.8                                                               | 35.4                                                               | 41.2                                                               | 68.2                                                               | 118.9                                                              | 94.8                                                               | 103.6                                                              | 1018.0                                                             |
| Días de precipitaciones (≥ 1 mm)                                   | 8.3                                                                | 7.0                                                                | 7.6                                                                | 8.1                                                                | 6.3                                                                | 4.9                                                                | 5.3                                                                | 4.4                                                                | 6.0                                                                | 9.5                                                                | 8.4                                                                | 8.2                                                                | 83.9                                                               |
| Humedad relativa (%)                                               | 68.5                                                               | 73.8                                                               | 77.2                                                               | 78.5                                                               | 81.8                                                               | 81.2                                                               | 79.8                                                               | 75.0                                                               | 72.9                                                               | 73.7                                                               | 69.0                                                               | 66.0                                                               | 74.8                                                               |
| Fuente: Servicio Meteorológico Nacional                            |                                                                    |                                                                    |                                                                    |                                                                    |                                                                    |                                                                    |                                                                    |                                                                    |                                                                    |                                                                    |                                                                    |                                                                    |                                                                    |